# Juan José Martínez Fontes
Juan José Martínez Fontes fue un destacado militar argentino que tras iniciar su carrera durante las Invasiones Inglesas participó de la Guerra de Independencia de la Argentina, las guerras civiles y la lucha contra el Imperio del Brasil.

## Biografía
Juan José Martínez Fontes nació en Buenos Aires en 1790. Se incorporó como cadete al Regimiento de Patricios en 1807 batiéndose contra los invasores británicos en julio de ese año. El 5 de mayo de 1809 fue designado abanderado del cuerpo de Patricios, revistando con el grado de subteniente.
Participó en la Revolución de Mayo y el 30 de mayo de 1811 fue ascendido a teniente.
En 1812 se desempeñó como segundo comandante de fronteras, con asiento en la Guardia de Salto. Fue ascendido a capitán graduado en 1813, sumándose al segundo sitio de Montevideo donde actuó hasta la toma de la ciudad, por lo que le fue acordada la medalla y el título de Benemérito de la Patria.
El 15 de enero de 1817 fue promovido al grado de a sargento mayor del Regimiento de Voluntarios de Caballería. Participó de la campaña contra la Provincia de Santa Fe de 1818 a las órdenes del general Juan Ramón Balcarce. En 1819 asistió al combate del Paso de Aguirre y a la prosecución de las operaciones bajo el mando de Juan José Viamonte.
Fue asignado luego al norte de la Provincia de Buenos Aires para contener a las fuerzas de Santa Fe y Entre Ríos. En 1820 sufrió prisión durante la anarquía y el 11 de agosto fue designado por el general Marcos Balcarce secretario de una comisión presidida por Miguel de Azcuénaga.
Operó contra las tropas federales situándose por orden de Balcarce en Puente de Márquez con partidas escasas para esa misión. El 24 de marzo de 1821 pasó a la Inspección General de Armas. Fue incluido en la reforma de 1822 y poco después se estableció en la ciudad con una fábrica de velas.
Ante la inminente guerra con Brasil fue reincorporado como muchos oficiales retirados en 1825 y destinado al Ejército de Observación sobre el río Uruguay, donde desempeñó las funciones de secretario del general Martín Rodríguez.
En junio de 1826 en carácter de Comisario de Guerra recorrió las provincias de Corrientes y Misiones con el objeto de formar un ejército para operar en territorio enemigo.
Fue nombrado luego jefe de Detall del Estado Mayor del Ejército y encargado del Departamento de Hacienda cuando el general Carlos María de Alvear reorganizó el Ejército Republicano.
En la batalla de Ituzaingó actuó como ayudante de órdenes del general en jefe. Por su comportamiento en la victoria fue ascendido a teniente coronel graduado de caballería el 23 de febrero de 1827, se le declaró "Digno defensor de la libertad nacional" y se le acordó el uso del cordón y escudo de honor.
Fue considerado opositor al general Juan Lavalle por lo que tras el golpe del 1 de diciembre de 1828 fue puesto en prisión y permaneció confinado en Bahía Blanca hasta agosto de 1829.
El 1 de septiembre de ese año se lo nombró ayudante de gobierno y el 22 de diciembre se le reconoció efectividad de teniente coronel.
El 16 de febrero de 1831 fue designado ayudante del comandante general del Estado Mayor del Ejército de Reserva mandado por Juan Ramón Balcarce que marchó contra los unitarios del interior.
El 15 de mayo de ese año fue promovido a coronel y asignado al Ministerio de Guerra donde sirvió hasta 1834, año en que fue dado de baja. No hay datos de la fecha de su fallecimiento, aunque en 1858 su viuda Rufina Mariño disfrutaba de pensión.